# Anna Maria zu Solms-Sonnenwalde
Anna Maria, Gräfin zu Solms-Sonnenwalde (* 24. Januar 1585 in Sonnewalde; † 20. November 1634 in Ottweiler) war durch Heirat Gräfin von Hohenlohe-Langenburg.

## Leben

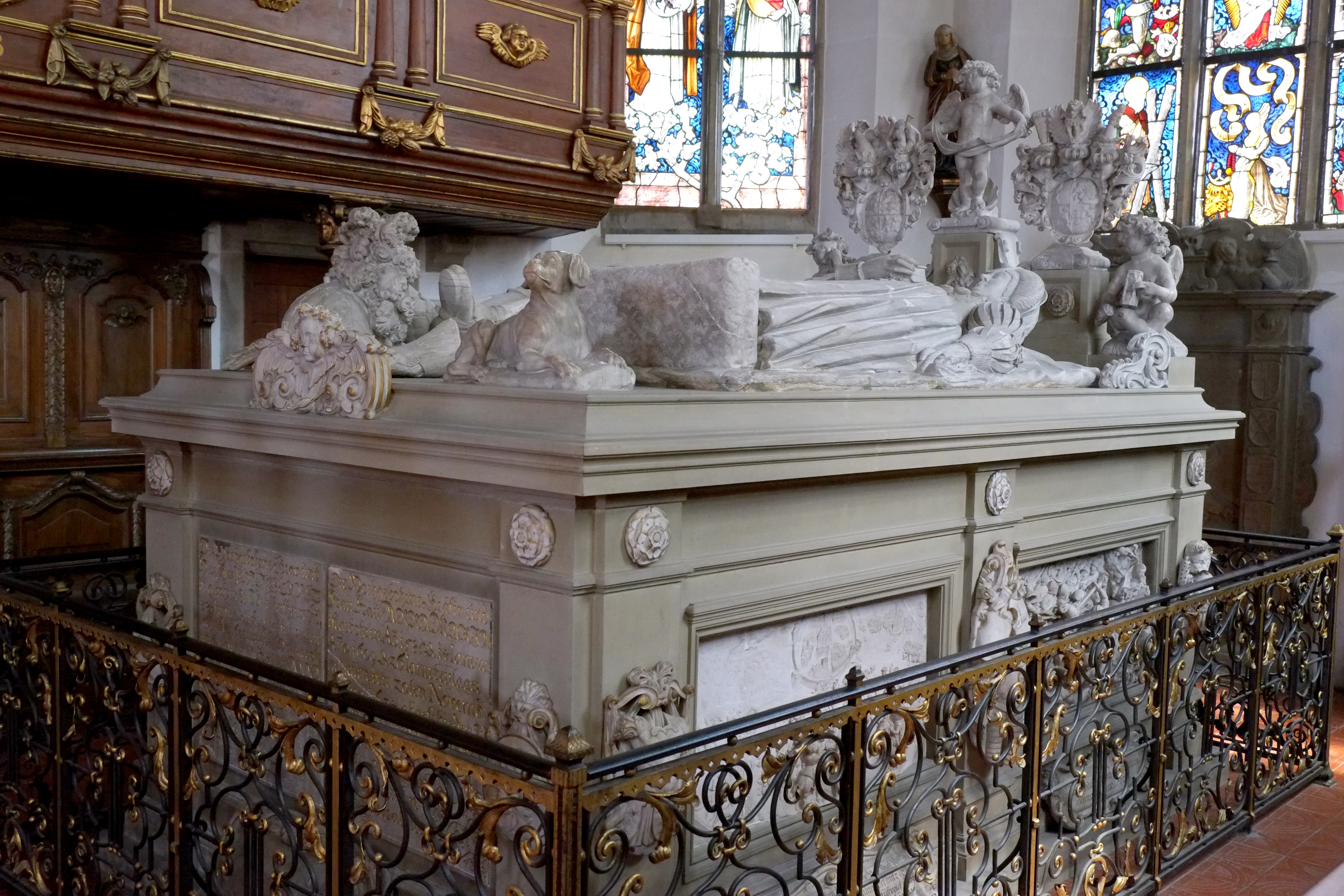
Grabmal des Grafen Philipp Ernst von Hohenlohe-Langenburg und seiner Gemahlin

Anna Maria wurde als dritte Tochter von Graf Otto zu Solms-Sonnenwalde (1550–1612), und dessen Frau Anna Amalia, geborene Gräfin von Nassau-Weilburg (1560–1635), geboren. 
Am 15. Januar 1609 heiratete sie Graf Philipp Ernst zu Hohenlohe-Neuenstein (1584–1628), Sohn von Graf Wolfgang zu Hohenlohe-Weikersheim. Mitten in den Wirren des Dreißigjährigen Krieges verwitwete Anna Maria und übernahm die Regierungsgeschäfte. Im September 1634 floh sie mit ihrer Mutter und ihren Kindern noch rechtzeitig unter Bedeckung von 200 herbeigerufenen Reitern des Pfalzgrafen bei Rhein nach Saarbrücken und weiter nach Ottweiler in die nassau-saarbrückische Heimat ihrer Mutter. Dort starb Gräfin Anna Maria am 20. November 1634.
Sie wurde gemeinsam mit ihrem Mann in der Gruft  der Langenburger Stadtkirche bestattet. Hinter dem Altar steht ein steinernes Grabmal zum Gedenken des Paares.

## Nachkommen
Aus der Ehe mit Graf Philipp Ernst zu Hohenlohe-Langenburg gingen folgende Kinder hervor:
- Wolfgang Otto (1611–1632)
- Philipp Ernst (*/† 1612)
- Ludwig Kraft (1613–1632)
- Philipp Moritz (1614–1635)
- Georg Friedrich (1615–1616)
- Anna Magdalena (1617–1671) ⚭ Georg Ludwig, Burggraf von Kirchberg, Graf von Hachenbach († 1686)
- Dorothea (1618–??)
- Joachim Albrecht (1619–1675), Graf zu Hohenlohe-Kirchberg
- Eva Christine (1621–1681) ⚭ Graf Wolfgang zu Hohenlohe-Waldenburg (1617–1658)
- Maria Juliana (1623–1695) ⚭ erste Ehe 1647: Johann Wilhelm Reichserbschenk von Limpurg († 1655); zweite Ehe 1663: Franz Reichserbschenk zu Limpurg († 1673)
- Heinrich Friedrich (1625–1699) ⚭ erste Ehe 1652: Gräfin Eleonore Magdalene von Hohenlohe-Weikersheim (1635–1657); zweite Ehe 1658: Gräfin Juliane Dorothea von Castell (1640–1706)